# Szeryf z Firecreek
Szeryf z Firecreek (ang. Firecreek) – amerykański western z 1968 roku, w reżyserii Vincenta McEveety'ego.

## Treść
Pięciu jeźdźców – najemnych rewolwerowców, przybywa do prowincjonalnego miasteczka Firecreek na Dzikim Zachodzie. Miejscowy szeryf to mężczyzna w podeszłym wieku; jego żona spodziewa się dziecka. Mieszkańcami miasteczka są głównie kobiety i starsi mężczyźni. Przybysze spędzają czas pijąc alkohol i awanturując się. Młody stajenny przypadkowo zabija jednego z nich, stając w obronie napastowanej kobiety. Zostaje aresztowany przez szeryfa, który zmuszony jest chwilowo opuścić Firecreek wskutek komplikacji z porodem żony. Podczas jego nieobecności przybysze dopuszczają się samosądu, wieszając stajennego i zamierzają opuścić miasteczko. Powracający Johnny Cobb staje do samotnej walki z nimi, by uniemożliwić uniknięcie kary. Choć unieszkodliwia trzech z nich, sam jednak zostaje raniony. W ostatniej chwili z pomocą przychodzi mu samotna wdowa, zabijając ostatniego z bandytów.

## Obsada
- James Stewart – szeryf Johnny Cobb
- Jacqueline Scott – Henrietta, jego żona
- Henry Fonda – Bob Larkin, przywódca bandy
- Gary Lockwood – Earl, członek bandy
- Jack Elam – Norman, członek bandy
- James Best – Drew, członek bandy
- Robert Porter – stajenny Arthur
- Barbara Luna – Meli, napastowana Indianka
- Inger Stevens – Evelyn Pittman, wdowa
- Jay C. Flippen – pan Pittman, jej dziadek
- Louise Latham – Dulcie, położna
- Brooke Bundy – Leah, jej córka
- Dean Jagger – sklepikarz Whittier
- Ed Begley – pastor Broyles
- Athena Lorde – pani Littlejohn
- Morgan Woodward – Willard
- John Qualen – Hall

## O filmie
Konstrukcja fabuły zbliżona jest do tej z filmu W samo południe (1952), ponieważ i tu szeryf, pozbawiony pomocy mieszkańców miasteczka, zmuszony jest stoczyć walkę z bandą banitów. James Stewart gra postać przypadkowego i mimowolnego bohatera, któremu sumienie nie pozwala na tolerowanie zła czynionego przez obcych.
Zdjęcia nakręcono w Sedonie (Arizona) oraz na North Ranch w Thousand Oaks (Kalifornia).